# Cesare Guerrieri Gonzaga
Cesare Guerrieri Gonzaga, italijanski diakon in kardinal, * 2. marec 1749, Mantova, † 5. februar 1832, Rim.

## Življenjepis
27. septembra 1819 je bil povzdignjen v kardinala in imenovan za kardinal-diakona S. Adriano al Foro.